# Jet CD
3.er Álbum en la Historia del Dueto J-Pop, PUFFY, pero 1.er Álbum, considerando que Solo Solo es el 1.er Album de Solos, y AmiYumi es 1.er Miniálbum. Jet CD fue el Álbum más Importante, porque llegó en #1 en el Oricon Chart, debido a que este Álbum tiene distintas Influencias (desde "DISKO", hasta "Música Americanisada"), Como Ejemplo estaría Puffy de Río (inspirada en Río de Janeiro) y Nagisa ni Matsuwaru Et Cetera (Completamente "DISKO Dance") también temas Inspirados en Temas de los 60', este CD también incluyó Solos (Como es Costumbre, uno de Ami y Otro de Yumi) los cuales son "Lemon Kid" (Ami) inspirado en Jazz Clásico y "Tetsugaku" (Philosophy), con Influencia de Balada-Indie. En este Álbum, hay 5 Singles: Kore ga Watashi no Ikiru Michi/Yuki ga Furu Machi 1996, Circuit no Musume 1997, Nagisa ni Matsuwaru Et Cetera 1997, Mother/Nehorina Hahorina 1997 y Ai no Shirushi 1998, con este Álbum fueron Lanzados 3 DVD y 4 VHS, además se lanzó un Libro del Jet tour 98', y fueron hechos 2 Libros de Pa-Pa-Pa-Pa-Puffy, Camisas y Goods del Tour también fueron Lanzadas (incluso 3 Modelos del Tour bajo la Juguetería Jenny Friend), además, se hicieron unos CMs junto a la Compañía Telefónica TU-KA el cual tuvo su Propio Libro y VHS con todos los CMs. En ese mismo Año, se estrenaron 2 Nuevos Singles: Tararan/Puffy no Tourmen, Puffy de Rumba/Peace, el Primero, fue Interpretado por Primera Vez en el Tour Jet 98' junto con su B-Side, Puffy no Tourmen, y el 2.º, junto con el Tema "Ai no Shirushi", en una Fiesta Navideña. Estos 2 nuevos singles serían para del Álbum Siguiente Fever*Fever, sin embargo, iba a ser usado para este Álbum, debido a que fue en ese mismo año.

## Lista de temas
1. Jet Keisatsu (ジェット警察) -Jet Police-
2. Kore ga Watashi no Ikiru Michi (これが私の生きる道) -That's the Way it is-
3. CAKE IS LOVE (ケーキ・イズ・ラヴ)
4. Ai no Shirushi (愛のしるし) -Sign Of Love-
5. Haru no Asa (春の朝) -Morning of Spring-
6. Lemon Kid (レモンキッド)
7. Shobijin (小美人) -Little Beauty-
8. Nehorina Hahorina (ネホリーナハホリーナ) -Curiously-
9. Tetsugaku (哲学) -Phylosophy-
10. DE RIO ~Puffy de Río de Janeiro~ (デ・リオ)
11. Circuit no Musume (サーキットの娘) -Wilds Girls Circuit-
12. Nagisa ni Matsuwaru Wt Cetera (渚にまつわるエトセトラ) -Electric Beach Fever-
13. MOTHER (マザー)

## Sencillos
1. Kore ga Watashi no Ikiru Michi (これが私の生きる道) -That's the Way it is-/Yuki ga Furu Machi (雪が降る町)
2. Circuit no Musume (サーキットの娘) -Wilds Girls Circuit-
3. Nagisa ni Matsuwaru Wt Cetera (渚にまつわるエトセトラ) -Electric Beach Fever-
4. MOTHER (マザー)/Nehorina Hahorina (ネホリーナハホリーナ) -Curiously-
5. Ai no Shirushi (愛のしるし) -Sign Of Love-